# Lilla Ålsjön, Östergötland
Lilla Ålsjön är en sjö i Motala kommun i Östergötland och ingår i Motala ströms huvudavrinningsområde.